# Hipismo nos Jogos Olímpicos de Verão de 2008 - Adestramento por equipes
A competição de adestramento por equipes do hipismo nos Jogos Olímpicos de Verão de 2008 foi realizada nos dias 13 e 14 de agosto de 2008 na Arena Eqüestre de Hong Kong.
Em 22 de setembro de 2008 a Federação Equestre Internacional (FEI) desclassificou a equipe estadunidense de adestramento por equipes e o décimo terceiro lugar de Courtney King no adestramento individual, após o cavalo Harmony's Mythilus de King testar positivo para a substância felbinac, um anti-inflamatório não-esteroide, considerado dopante.

## Medalhistas
| Ouro   | GER Alemanha Isabell Werth (Satchmo) Nadine Capellmann (Elvis Va) Heike Kemmer (Bonaparte)                       |
| Prata  | NED Países Baixos Anky van Grunsven (Salinero) Imke Schellekens-Bartels (Sunrise) Hans Peter Minderhoud (Nadine) |
| Bronze | DEN Dinamarca Andreas Helgstrand (Don Schufro) Nathalie zu Seyn-Wittgenstein (Digby) Anne van Olst (Clearwater)  |

## Resultados

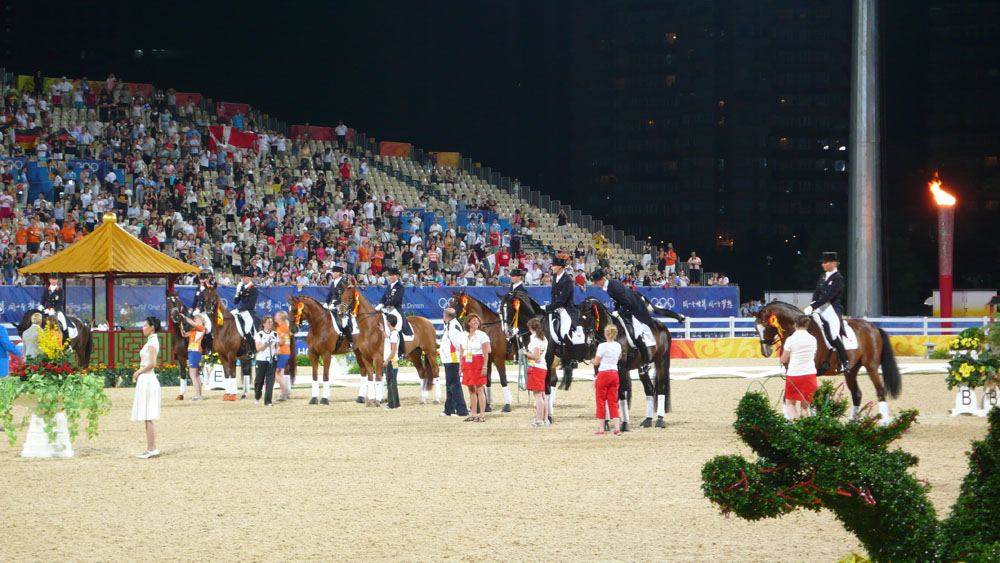
Cerimônia de premiação da prova.

| Pos.                | País                          | País               | País               | Total      |
| Pos.                | Atleta                        | Cavalo             | Nota               | Total      |
| ------------------- | ----------------------------- | ------------------ | ------------------ | ---------- |
| Medalha de ouro     | GER Alemanha                  | GER Alemanha       | GER Alemanha       | 72.917     |
| Medalha de ouro     | Isabell Werth                 | Satchmo            | 76.417             | 72.917     |
| Medalha de ouro     | Heike Kemmer                  | Bonaparte          | 72.250             | 72.917     |
| Medalha de ouro     | Nadine Capellmann             | Elvis Va           | 70.083             | 72.917     |
| Medalha de prata    | NED Países Baixos             | NED Países Baixos  | NED Países Baixos  | 71.750     |
| Medalha de prata    | Anky van Grunsven             | Salinero           | 74.750             | 71.750     |
| Medalha de prata    | Hans Peter Minderhoud         | Nadine             | 69.625             | 71.750     |
| Medalha de prata    | Imke Schellekens-Bartels      | Elvis Va           | 70.875             | 71.750     |
| Medalha de bronze   | DEN Dinamarca                 | DEN Dinamarca      | DEN Dinamarca      | 68.875     |
| Medalha de bronze   | Nathalie Zu Seyn-Wittgenstein | Digby              | 70.417             | 68.875     |
| Medalha de bronze   | Andreas Helgstrand            | Don Schufro        | 68.833             | 68.875     |
| Medalha de bronze   | Anne van Olst                 | Clearwater         | 67.375             | 68.875     |
| 4                   | SWE Suécia                    | SWE Suécia         | SWE Suécia         | 67.347     |
| 4                   | Jan Brink                     | Briar              | 68.875             | 67.347     |
| 4                   | Patrik Kittel                 | Floresco           | 67.125             | 67.347     |
| 4                   | Tinne Silfven                 | Solos Carex        | 66.042             | 67.347     |
| 5                   | GBR Grã-Bretanha              | GBR Grã-Bretanha   | GBR Grã-Bretanha   | 66.806     |
| 5                   | Emma Hindle                   | Lancet             | 71.125             | 66.806     |
| 5                   | Laura Bechtolsheimer          | Mistral Hojris     | 65.917             | 66.806     |
| 5                   | Jane Gregory                  | Lucky Star         | 63.375             | 66.806     |
| 6                   | FRA França                    | FRA França         | FRA França         | 65.403     |
| 6                   | Hubert Perring                | Diabolo St Maurice | 66.833             | 65.403     |
| 6                   | Marc Boblet                   | Whitini Star       | 66.125             | 65.403     |
| 6                   | Julia Chevanne                | Calimucho          | 63.250             | 65.403     |
| 7                   | AUS Austrália                 | AUS Austrália      | AUS Austrália      | 64.625     |
| 7                   | Kristy Oatley                 | Quando Quando      | 65.750             | 64.625     |
| 7                   | Hayley Beresford              | Relampago          | 65.583             | 64.625     |
| 7                   | Ryan Heath                    | Greenoaks Dundee   | 62.542             | 64.625     |
| 8                   | CAN Canadá                    | CAN Canadá         | CAN Canadá         | 63.514     |
| 8                   | Ashley Holzer                 | Pop art            | 67.042             | 63.514     |
| 8                   | Jacqueline Brooks             | Gran Gesto         | 63.750             | 63.514     |
| 8                   | Leslie Reid                   | Orion              | 59.750             | 63.514     |
| 9                   | JPN Japão                     | JPN Japão          | JPN Japão          | 60.653     |
| 9                   | Hiroshi Hoketsu               | Whisper            | 62.542             | 60.653     |
| 9                   | Mieko Yagi                    | Dow Jones          | 60.167             | 60.653     |
| 9                   | Yuko Kitai                    | Rambo              | 59.250             | 60.653     |
|                     | POR Portugal                  | POR Portugal       | POR Portugal       | DSQ        |
| Daniel Pinto        | Galopin de la Font            | 63.083             |                    | DSQ        |
| Carlos Pinto        | Notavel                       | 61.708             |                    | DSQ        |
| Miguel Ralão Duarte | Oxalis                        | RET                |                    | DSQ        |
|                     | USA Estados Unidos            | USA Estados Unidos | USA Estados Unidos | 67.819 DSQ |
| Courtney King       | Mythilus                      | 70.458 DSQ         |                    | 67.819 DSQ |
| Steffen Peters      | Ravel                         | 70.000             |                    | 67.819 DSQ |
| Debbie McDonald     | Brentina                      | 63.000             |                    | 67.819 DSQ |

- DSQ: Desclassificado
- RET: Se retirou da prova.